# The Crime of Dr. Crespi
The Crime of Dr. Crespi è un film horror del 1935 molto liberamente ispirato al racconto di Edgar Allan Poe La sepoltura prematura.

## Trama
Andre Crespi, un medico cupo e frustrato, inventa un siero capace di simulare la morte di una persona; dopo aver covato per anni un terribile sentimento di rancore e odio nei confronti del dottor Ross, colpevole di avergli strappato l'amore della sua ex-fidanzata, Estelle, e di averla sposata, trova l'occasione di vendicarsi quando lo stesso Ross capita nel suo ospedale. Crespi inietta al suo rivale in amore il siero da lui inventato e ne simula la morte, mandandolo in stato di catalessi ed assistendo compiaciuto alla sua sepoltura. Un amico e collega del defunto, il Dottor Arnold, insospettito della strana morte di Ross, indaga prontamente sull'accaduto e scopre la verità, salvando in extremis il suo amico facendone riesumare il corpo e ordinandone l'autopsia. Proprio in seguito all'autopsia, il dottor Ross si risveglia e inizia a vagare per i corridoi dell'ospedale dove si troverà faccia a faccia con il suo "assassino" che, ormai scoperto, si suiciderà.